# 호엔슈방가우성
호엔슈방가우성(독일어: Schloß/Schloss Hohenschwangau)은 바이에른의 왕이자 노이슈반슈타인 성을 건립한 루트비히 2세의 아버지인 막시밀리안 2세가 19세기 초엽에 개조를 거쳐 건축한 네오고딕 건축 양식의 성이다.
낡은 Sch- wanstein성을 1832∼1836년에 걸쳐 재건축한 성이다. 바이에른 왕가의 황태자 막시밀리안이 이 오래된 성을 신고딕 양식으로 재건하였다.